# Kristiern Bengtsson (Oxenstierna) den äldre
Kristiern Bengtsson (Oxenstierna) den äldre, född omkring 1425 och död omkring 1473–1476, var en svenskt riddare och riksråd,
Han deltog i resningarna 1464 (anförd av Kettil Karlsson) och 1469 (anförd av Erik Karlsson). Hans gren av ätten Oxenstierna är den enda som levt vidare in i tidigmodern och modern tid.

## Biografi
Kristiern Bengtsson var son till Bengt Jönsson (Oxenstierna) och Kristina Kristiernsdotter (Vasa). Han blev 23 maj 1443 riddare och 15 februari 1444 hovjunkare hos Kristofer av Bayern, då han fick Vendels socken i förläning. Kristiern Bengtsson blev 20 november 1449 riksråd och undertecknade 1450 Svea rikes råd förening i Arboga om Norges rike, det de rådde konung Karl Knutsson att avstå till konung Kristian I av Danmark. Var från 1453 till 1456 häradshövding i Trögds härad. Han hade från 1457 till 1463 Åbo slott i förläning och från 1463 Kastelholms slott i förläning. Kristiern Bengtsson fick 2 mars 1458 Norunda härad i förläning och blev 20 mars 1464 slottsloven på Almarestäkets borg, jämte sin broder David Bengtsson, vilket slott konung Kristian I intog samma år. Kristiern Bengtsson deltog 1464 i biskop Kettil resning, men stod därefter troget på unionspartiets sida och var en av anstiftarna till upproret mot kung Karl 1469. Han blev tillfångatagen av kungen men frigavs senare. Kristiern Bengtsson levde 8 maj 1473, men avled kort därefter.

### Egendom
Kristiern Bengtsson ägde Salsta slott efter sin fader.

### Familj
Kristiern Bengtsson gifte sig första gången 14 oktober 1443 på Årsta i Brännkyrka socken med Anna Kröpelin, dotter av riksrådet och hövidsmannen Hans Kröpelin och Karin Nilsdotter Krag. De fick tillsammans barnen Kerstin Kristiernsdotter (död före 1473) som var gift med riddaren Nils Ottesson (Björnram), Karl Kristiernsson (död före 1473) och riddaren Unge Hans Kröpelin.
Kristiern Bengtsson gifte sig andra gången 21 oktober 1450 på Årsta i Brännkyrka socken med Margareta Gren, dotter till riddaren och riksrådet Magnus Stensson Gren och Ingeborg Karlsdotter Sture. De fick tillsammans barnen riddaren och riksrådet Sten Kristiernsson (Oxenstierna) (död 1516), Brigitta Kristiernsdotter som var gift med Knut Johansson Bese och riddaren och riksrådet Bengt Kristiernsson (Oxenstierna) (död 1495).